# Martín Ibarreche
Martín Ibarreche Vázquez (Torreón; 11 de noviembre de 1943) es un exfutbolista mexicano que jugaba en la posición de defensor. Trabajó para el Club Santos Laguna en diversas capacidades, de 1994 a 1998 asumió el cargo de presidente y en 2004 fue elegido vicepresidente.

## Clubes
| Club             | País   | Año       |
| ---------------- | ------ | --------- |
| C.D. El Cataluña | México | 1960-1962 |
| Club América     | México | 1962-1969 |
| Deportivo Toluca | México | 1969-1970 |
| Puebla F.C.      | México | 1970-1977 |

## Selección nacional
En 1965 había ingresado a la selección mexicana, para la cual disputó un total de nueve partidos internacionales entre el 28 de febrero y el 11 de abril.

### Participaciones en Campeonatos Concacaf
| Copa                                          | Sede      | Resultado | Part. | Goles |
| --------------------------------------------- | --------- | --------- | ----- | ----- |
| Campeonato de Naciones de la Concacaf de 1965 | Guatemala | Campeón   | 5     | 0     |

## Palmarés

### Títulos nacionales
| Título           | Equipo  | País   | Año     |
| ---------------- | ------- | ------ | ------- |
| Copa México      | América | México | 1963-64 |
| Copa México      | América | México | 1964-65 |
| Primera División | América | México | 1965-66 |

### Títulos internacionales
| Título                                | Equipo         | Sede      | Año  |
| ------------------------------------- | -------------- | --------- | ---- |
| Preolímpico de Concacaf               | México amateur | México    | 1964 |
| Campeonato de Naciones de la Concacaf | México         | Guatemala | 1965 |